# Tengiz Łogua
Tengiz Iradionowicz Łogua, ros. Тенгиз Ирадионович Логуа (ur. 4 października 1964 w Oczamczyrze, Gruzińska SRR, ZSRR) – rosyjski piłkarz pochodzenia abchaskiego grający na pozycji pomocnika. Jest bratem piłkarza Jurija Łogua.

## Kariera piłkarska

### Kariera klubowa
Wychowanek Szkoły Sportowej w Oczamczyrze. W 1983 roku rozpoczął karierę piłkarską w Dinamo Tbilisi, skąd w następnym roku przeszedł do Torpedo Kutaisi. W 1985 występował w Dinamo Suchumi i Torpedo Kutaisi. W 1989 grał w zespole Kolcheti Chobi, po czym powrócił do Dinama Suchumi. W sezonie 1991/92 zakończył karierę piłkarską w polskim klubie Spomasz Kańczuga.
Po zakończeniu kariery piłkarskiej występował w reprezentacji weteranów Abchazji.